# Dziatlava
Dziatlava (en biélorusse : Дзятлава ; en łacinka : Dziatłava) ou Diatlovo (en russe : Дятлово ; en polonais : Zdzięcioł ; en yiddish : זשעטל, Zhetl) est une ville de la voblast de Hrodna ou oblast de Grodno, en Biélorussie, et le centre administratif du raïon de Dziatlava. Sa population s'élevait à 7 764 habitants en 2015.

## Géographie
Dziatlava se trouve à 48 km au sud de Lida, à 48 km au nord de Slonim, à 107 km à l'est-sud-est de Hrodna ou Grodno et à 152 km au sud-ouest de Minsk.

## Histoire
La première mention écrite de Dziatlava remonte à 1440. Vers 1492, le grand-duc Casimir IV Jagellon finança la construction de l'église. En 1498, le grand-duc Alexandre donna la paroisse de Sziatlava à perpétuité au grand hetman Constantin Ostrogski. Au début du XVIIe siècle, Dziatlava devint une possession des Sapieha, avant de passer aux mains des Polubinski (1655), puis des Radziwill (1685). Au début de la Grande Guerre du Nord, en 1708, les forces russes se concentrèrent à Dziatlava, puis le village fut pris par les Suédois, qui l'incendièrent. En 1751, Radziwill fit construire un palais à Dziatlava. À la fin du siècle, le village devint la possession des Poltanov.
|  |

À la suite de la troisième partition de la Pologne, en 1795, Dziatlava passa sous la souveraineté de l'Empire russe. Le dernier propriétaire de Dziatlava, Stanisław Sołtan, prit part à l'insurrection de 1830 et les autorités russes confisquèrent ses biens. En 1878, le village comptait 118 ménages, une église en bois, une église en pierre, une synagogue, deux écoles publiques, un bureau de poste, un tribunal, des magasins, des auberges et des tavernes. Un marché s'y tenait tous les mardis. Le traité de Riga attribua Dziatlava à la Pologne en 1921.
En septembre 1939, Dziatlava fut occupé par l'Armée rouge et intégrée à la république socialiste soviétique de Biélorussie. Le village devint une commune urbaine le 15 janvier 1940 ainsi qu'un centre administratif de raïon de la voblast de Baranavitchy.
Pendant la Seconde Guerre mondiale, Dziatlava fut occupée par l'Allemagne nazie du 30 juin 1941 au 9 juillet 1944. Le village comptait une importante communauté juive, qui constituait les trois quarts de sa population dans les années 1920 et qui s'élevait à environ 4 500 personnes en juillet 1941. Le 23 juillet 1941, 120 membres de l'intelligentsia juive furent arrêtés et assassinés dans une forêt voisine. Un ghetto fut créé en février 1942. Les nazis « liquidèrent » le ghetto en deux temps : le 29 avril 1942 d'abord où 1 200 personnes furent exécutées, puis le 6 août 1942 qui vit l'exécution de 2 à 3 000 Juifs au sud de Dziatlava. Deux cents hommes furent transportés au ghetto de Navahroudak. Un groupe de résistance juif fut créé pendant l'occupation.
En 1954, une réforme administrative supprima la voblast de Baranavitchy et Dziatlava fut rattachée à l'oblast de Grodno. Le 25 décembre 1962, le raïon de Dziatlava fut supprimé et son territoire rattaché au raïon de Slonim, mais il fut rétabli le 6 janvier 1965. Dziatlava accéda au statut de ville le 21 juin 1990 et reçut ses armoiries et son drapeau le 1er décembre 2004.

## Population
Recensements (*) ou estimations de la population :
| 1830 | 1893  | 1897* | 1926  | 1959* | 1970* |
| ---- | ----- | ----- | ----- | ----- | ----- |
| 564  | 3 233 | 3 155 | 4 600 | 2 678 | 4 273 |

| 1979* | 1989* | 2009* | 2013  | 2014  | 2015  |
| ----- | ----- | ----- | ----- | ----- | ----- |
| 5 454 | 7 598 | 7 853 | 7 587 | 7 664 | 7 764 |

## Personnalité
- Israël Meir Kagan (1838-1933), rabbin.